# Proteagailovca
Proteagailovca (ros. Протягайловка, ukr. Протягайлівка) – wieś w Mołdawii, faktycznie na terenie nieuznawanego międzynarodowo Naddniestrza, w rejonie Bendery.

## Historia i opis
Wieś pierwszy raz wzmiankowana była w 1814 r.
We wsi działa parafia prawosławna św. Andrzeja, podlegająca eparchii tyraspolskiej i dubosarskiej, która nie posiada własnej cerkwi, a jedynie dom modlitwy. Czynny jest dom kultury i biblioteka oraz przedszkole i szkoła średnia nr 14 (formalnie w Benderach, faktycznie w granicach wsi). Wieś z Benderami łączą linie marszrutkowe. Od 1987 r. Proteagailovca pozostaje pod administracją Bender i faktycznie funkcjonuje jak ich przedmieście.
We wsi znajduje się źródło wody mineralnej. W Proteagailovce znajdują się dwa pomniki związane z II wojną światową: pomnik ku czci dwóch radzieckich zwiadowców rozstrzelanych przez hitlerowców w 1944 r. oraz płyty z nazwiskami poległych na wojnie mieszkańców wsi.
Przynależność Proteagailovki jest przedmiotem sporu między Mołdawią a Naddniestrzem. Mołdawia uważa za część swojego terytorium kontrolowany przez władze nieuznawanej republiki rejon Bendery, na który składa się miasto o tej samej nazwie, Proteagailovca i Gîsca. Z kolei Naddniestrze uznaje za część rejonu Bendery również inną wieś będącą de facto przedmieściem Bender, ale kontrolowaną przez rząd w Kiszyniowie – Varniţę.

## Demografia
Według danych z 2014 r. w Proteagailovce żyło 3289 osób, z czego 34% deklaruje narodowość rosyjską, 28% – ukraińską, 25% – mołdawską, zaś na pozostałe 13% składają się mieszkańcy wskazujący narodowość gagauzką, białoruską, mordwińską i ormiańską.